# SKYACTIV TECHNOLOGY
SKYACTIV TECHNOLOGY（スカイアクティブ・テクノロジー）は、マツダが開発・製造する自動車技術の総称である。

## 由来

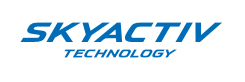
SKYACTIV TECHNOLOGYのロゴ

「SKY」での商標登録は難しいため、「ACTIV」を付けて「SKYACTIV」となった。由来には2つあり、1つはマツダ広報本部の植月真一郎氏が考案したSKY（Sustainable Kinetic Yield）＝持続可能な動的収穫（動く機械からの恵み）の意味から。そしてもう1つは、「The sky's the limit」（限界なんてない）という慣用句から。これら2つが重なって誕生した。SKYACTIVエンジンが開発されていた当初、社内では「のびのびエンジン」と呼ばれており、何事にもとらわれることなくのびのびと自由な発想で開発することが大切にされていた。対外的に「のびのび」はマズイだろうと、名称が検討されたところからSKYACTIVが生み出された。
なお、関連技術も含め「SKYACTIVE」は誤りであるが、"E"がない理由については商標登録の都合(独自性の追加)と短縮化としている。。

## 概要
2010年10月20日にマツダの新世代技術として発表された。
- ガソリンエンジン - 「SKYACTIV-G」
- ディーゼルエンジン - 「SKYACTIV-D」
- 火花点火制御圧縮着火ガソリンエンジン - 「SKYACTIV-X」（量産車世界初）
- オートマチックトランスミッション「SKYACTIV-DRIVE」
- マニュアルトランスミッション「SKYACTIV-MT」
- ボディ「SKYACTIV-BODY」
- シャシ「SKYACTIV-CHASSIS」

といった技術が含まれる。こうした一連の技術により2015年までにマツダ車の平均燃費をグローバルで2008年比で30 %向上させるとしている。
従来の自動車開発ではエンジン、トランスミッション、プラットフォームといった主要なコンポーネントの設計時期が異なるため、個々の理想的な構造・設計を純粋に追求することは難しかったが、スカイアクティブ・テクノロジーは自動車を構成する要素技術を包括的かつ同時に刷新することで、車両全体の最適化を図ったという点に特徴がある。
スカイアクティブ・テクノロジーを採用した商品は製作公差による性能の個体差を極小化することで、カタログ通りのスペックを全数保証するポリシーが貫かれており、こうした取り組みはマツダ車が属する価格帯の商品では異例である。
2016年7月14日には車両運動制御技術「SKYACTIV-VEHICLE DYNAMICS」を発表し、その第一弾「G-ベクタリング コントロール」を大幅改良したアクセラに搭載した。
2016年度から2018年度に第2世代のスカイアクティブ・テクノロジーを登場させ、2019年度からは本格導入するとしている。

## 歴史

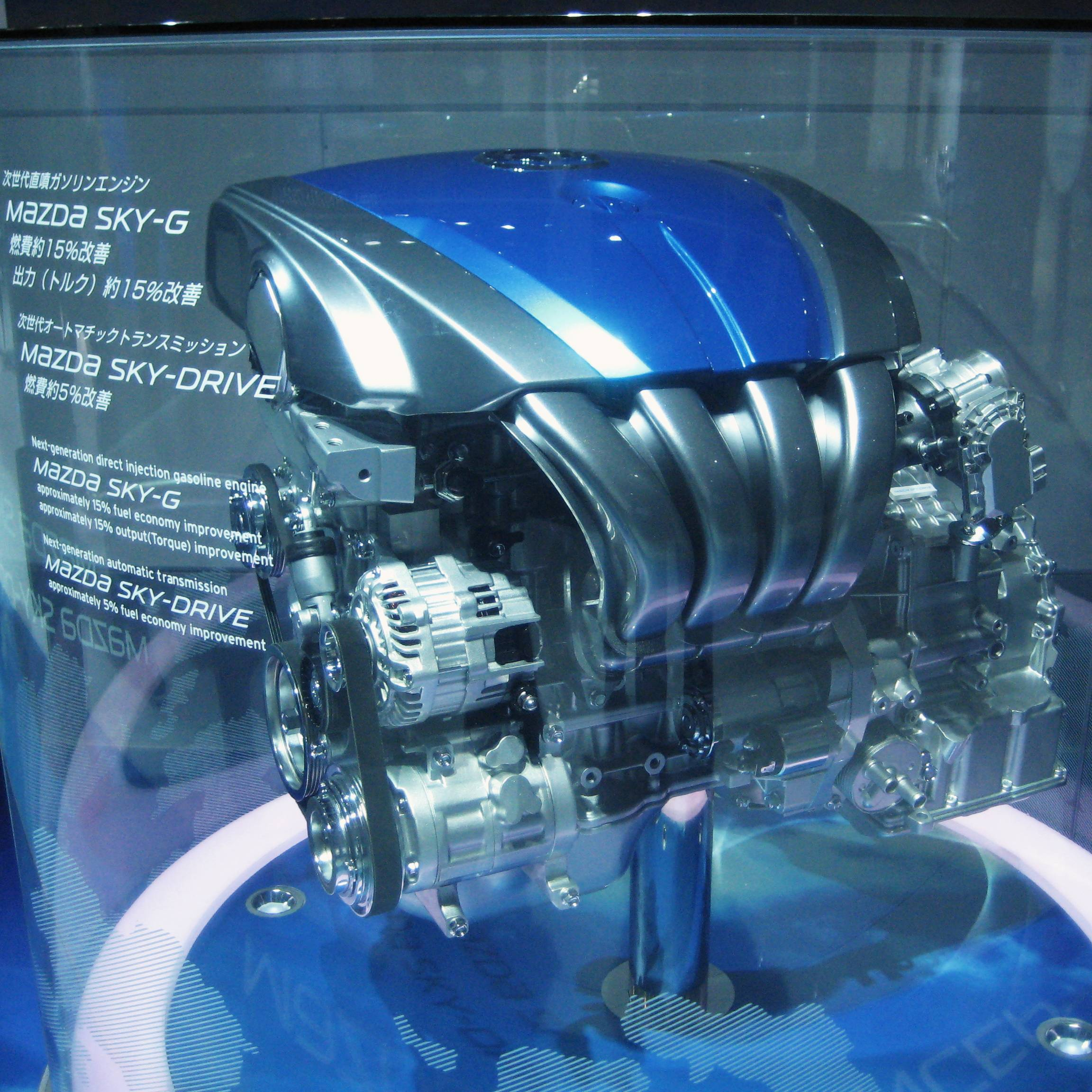
SKY-G (2009年東京モーターショー)

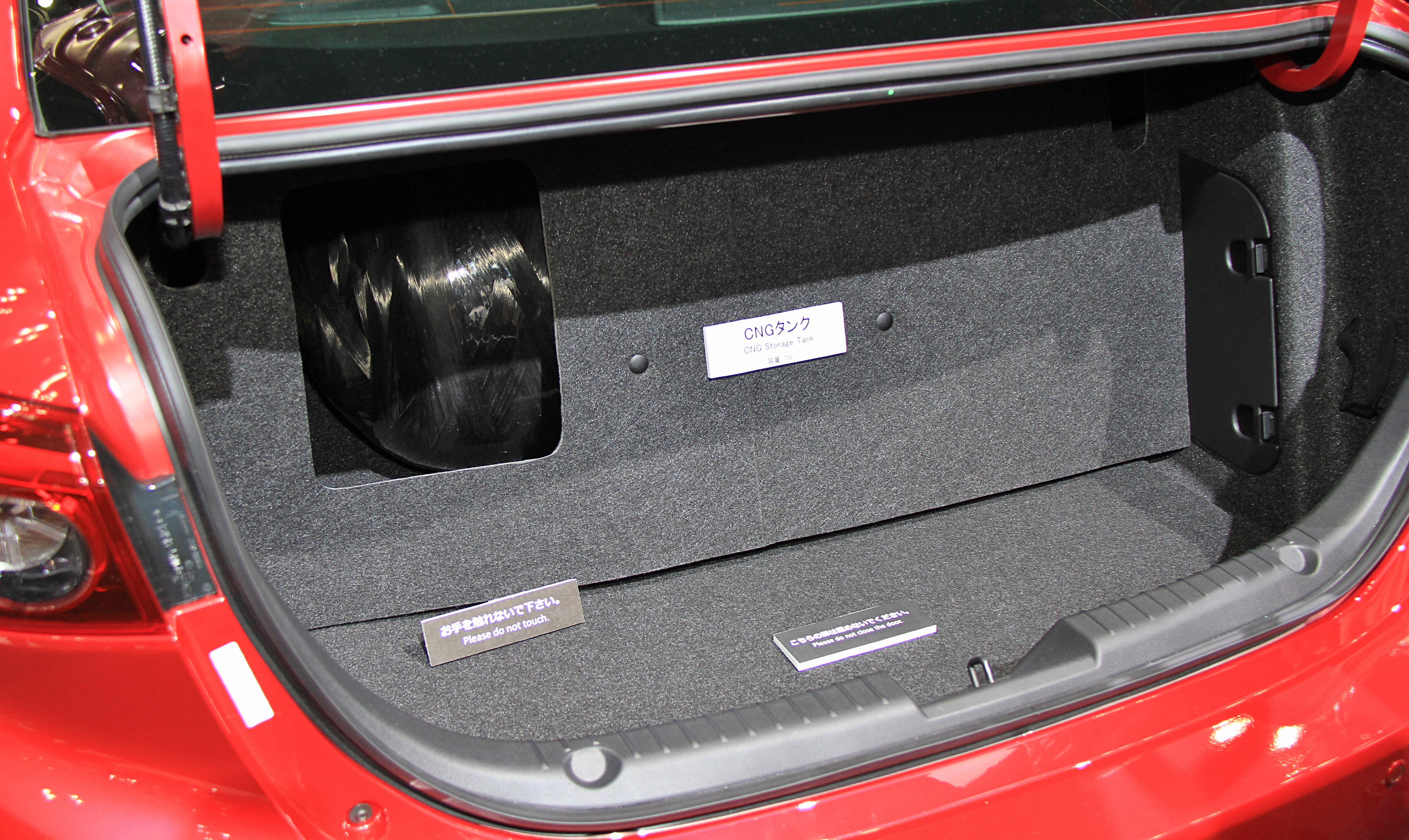
SKYACTIV-CNG Concept (2013年東京モーターショー)

- 2007年3月22日 - 技術開発計画「サステイナブル“Zoom- Zoom”宣言」を策定[10]。
- 2009年9月29日 - 東京モーターショーで新型パワートレーンSKYコンセプトを公開し、コンセプトカー清にSKY-GとSKY-Driveを搭載し10・15モード燃費で32 km/Lを記録することを発表[11]。
- 2010年10月20日 - SKYACTIVとして正式発表[3]。
- 2011年
  - 6月30日 - デミオにSKYACTIV-Gを初搭載し発売[12]。
  - 9月27日 - アクセラにSKYACTIV-Gと、初搭載のSKYACTIV-DRIVEを搭載し発売[13]。
- 2012年
  - 2月16日 - 初のスカイアクティブ・テクノロジー全面搭載車CX-5発売[14]。
  - 11月20日 - スカイアクティブ・テクノロジー全面搭載車第2弾である3代目アテンザ発売[15]。
  - 11月29日 - CX-5が「2012-2013 日本カー・オブ・ザ・イヤー」を受賞[16]。
- 2013年
  - 1月24日 - プレマシーにSKYACTIV-GとSKYACTIV-DRIVEを搭載し発売[17]。
  - 5月27日 - ビアンテにSKYACTIV-GとSKYACTIV-DRIVEを搭載し発売[18]。
  - 10月9日 - スカイアクティブ・テクノロジー全面搭載車第3弾である3代目アクセラの予約販売を開始[19]。SKYACTIV-HYBRIDを4ドアセダンに初搭載する[19]。
  - 11月20日 - 第43回東京モーターショーにて、圧縮天然ガス（CNG）を燃料とするMazda 3 SKYACTIV-CNG CONCEPTを公開[20]。
- 2014年
  - 3月 - スカイアクティブ・テクノロジー全面搭載車のグローバル生産台数が100万台を突破[21]。
  - 9月11日 - スカイアクティブ・テクノロジー全面搭載車第4弾である4代目デミオの予約販売を開始[22]。
  - 11月29日 - デミオが「2014-2015 日本カー・オブ・ザ・イヤー」を受賞[23]。
- 2015年
  - 2月27日 - スカイアクティブ・テクノロジー全面搭載車第5弾であるCX-3の販売を開始[24]。
  - 5月20日 - スカイアクティブ・テクノロジー全面搭載車第6弾である4代目ロードスターの販売を開始[25]。
  - 10月28日 - 第44回東京モーターショーにて、次世代ロータリーエンジン「SKYACTIV-R」を搭載したコンセプトカーであるRX-VISIONを世界初公開することを発表[26]。
  - 11月29日 - ロードスターが「2015-2016 日本カー・オブ・ザ・イヤー」を受賞[27]。
  - 12月24日 - スカイアクティブ・テクノロジー全面搭載車のグローバル生産台数が300万台を突破したことを発表[28]。
- 2016年
  - 2月12日 - スカイアクティブ・テクノロジー全面搭載車である2代目CX-9の生産を開始[29]。
  - 6月21日 - スカイアクティブ・テクノロジー全面搭載車であるCX-4の中国での販売を開始[30]。
  - 7月14日 - SKYACTIV-VEHICLE DYNAMICSを発表。その第一弾技術である「G-ベクタリング コントロール」を大幅改良したアクセラに搭載し、同日販売開始。
- 2017年
  - 2月2日 - スカイアクティブ・テクノロジー全面搭載車である2代目CX-5の販売を開始[31]。
  - 8月8日、技術開発の長期ビジョン「サステイナブル Zoom-Zoom宣言 2030」を公表し、圧縮着火による燃焼方式を世界で初めて実用化したガソリンエンジン「SKYACTIV-X」を2019年より市販することを発表[32][33]。
  - 12月14日 - スカイアクティブ・テクノロジー全面搭載車であるCX-8の販売を開始[34]。
- 2018年
  - 10月11日 - 「G-ベクタリング コントロール プラス」を発表し、CX-5の商品改良モデルに搭載[35][36]。

## ビルディングブロック戦略

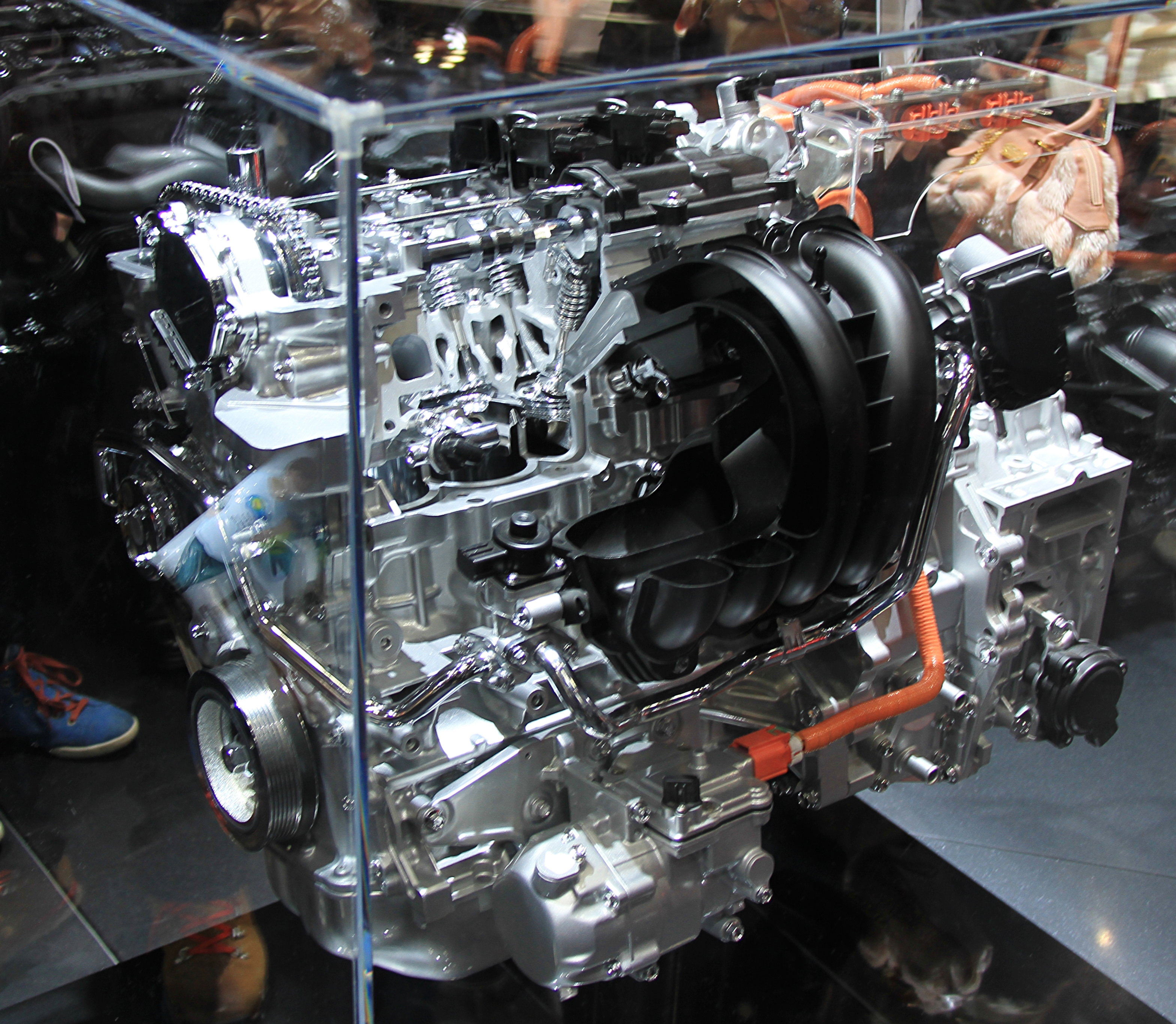
SKYACTIV-HYBRID

自動車の燃費向上にあたり、エンジン、トランスミッション、プラットフォームといったベース技術の基本性能を優先的に高めた上で、電気デバイスの採用を拡大するマツダの戦略。マツダは2020年においても内燃機関が主要なパワートレーンとしての割合を占めると予測しており、ベース技術の性能を高めておけば電気デバイスの負荷が相対的に小さくて済むとしている。この戦略におけるベース技術がスカイアクティブ・テクノロジーにあたる。ビルディングブロック戦略における電動化技術には以下の3つが含まれる。
第1段階「i-stop」
アイドリングストップ技術。
第2段階「i-ELOOP」
減速エネルギー回生技術。
第3段階「SKYACTIV-HYBRID」
モーター駆動技術。
2010年3月のトヨタ自動車とのハイブリッドシステム（THS-II）のライセンス供与の合意を受け、2013年11月にアクセラに搭載され発売された。プリウスシリーズ等と同じシステムを利用するため、エンジンはTHS-IIの特性に合わせたSKYACTIV-Gを利用し、出力値もトヨタ車と同一値に合わせている。

## エンジン

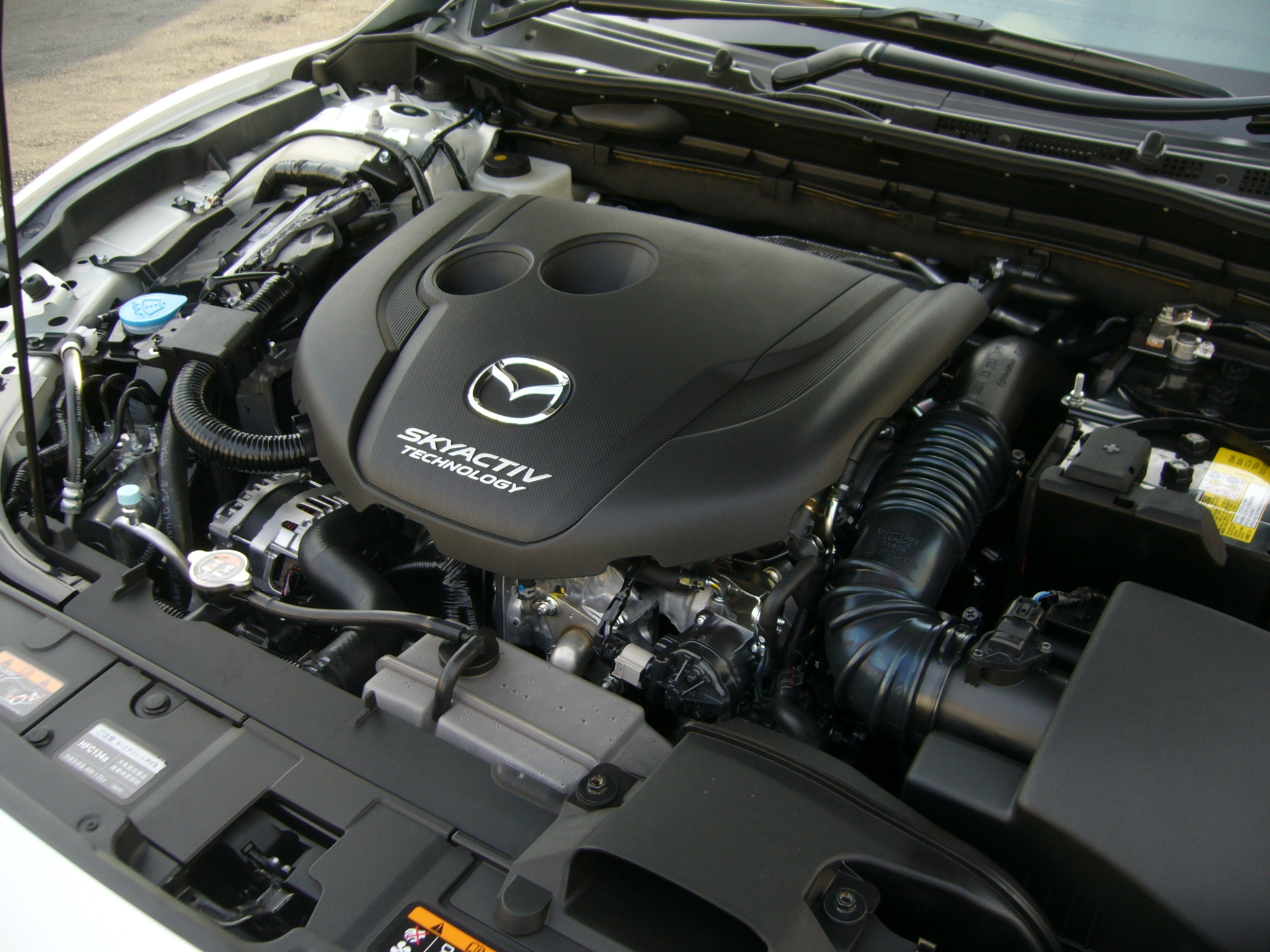
SKYACTIV-D 2.2 (SH-VPTR)

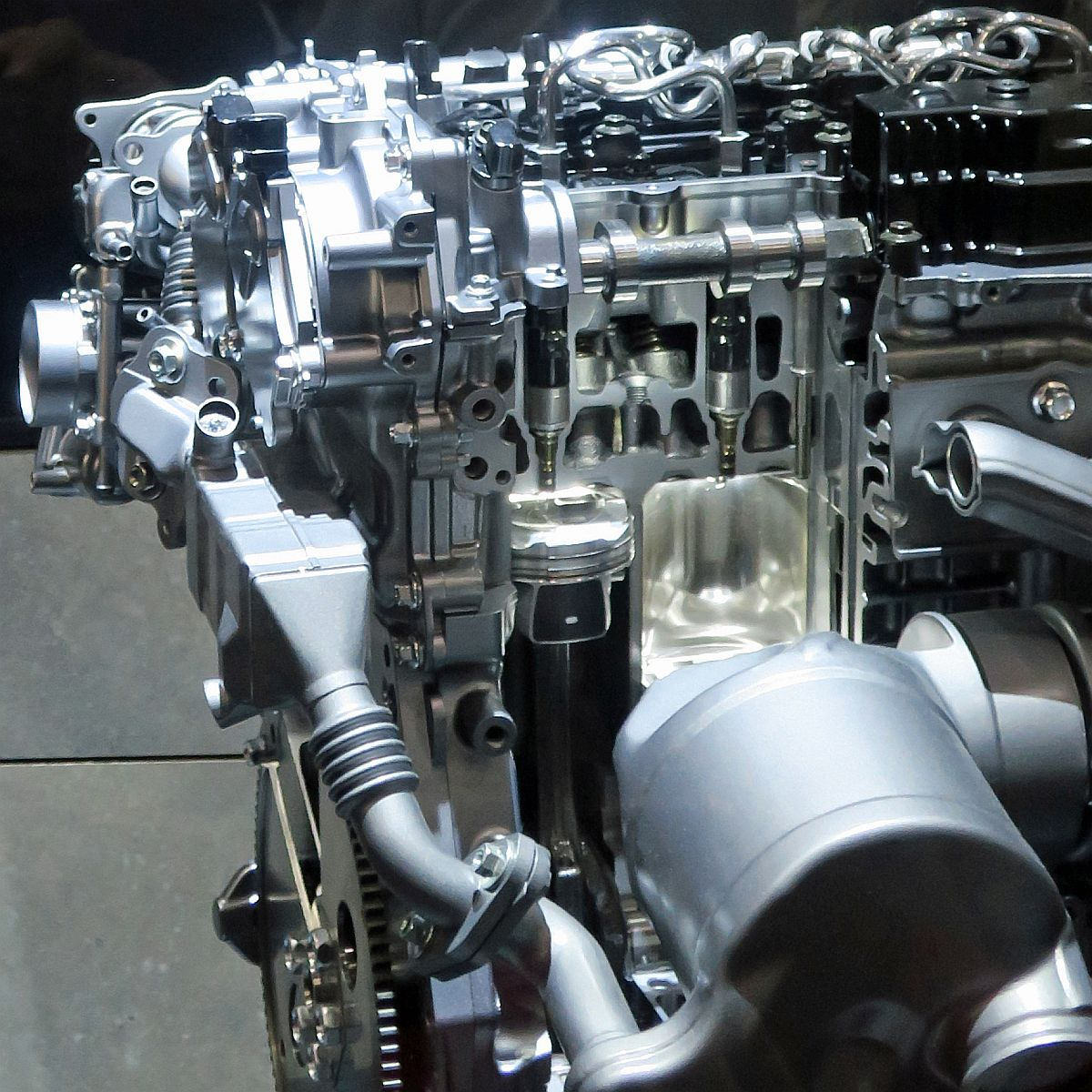
SKYACTIV-X

エンジンの全面刷新にあたり、パワートレーン開発の責任者人見光夫は、内燃機関の改善における因子を「圧縮比」、「空燃比(比熱比)」、「燃焼期間」、「燃焼タイミング」、「ポンピング損失」、「機械抵抗」の6つに集約した。マツダは3段階でこれら全ての因子を理想状態に近づけることにより、内燃機関としての「究極」を目指すとしている。スカイアクティブ・エンジンはこのロードマップにおける第1段階に位置付けられており、残る段階ではリーンバーンの採用及びシリンダーブロックの断熱化が示唆されている。

### SKYACTIV-G
上記の因子のうち、「圧縮比」、「ポンピング損失」、「機械抵抗」の改善に開発の重点が置かれたガソリンエンジン。

### SKYACTIV-D
上記の因子のうち、「燃焼タイミング」、「機械抵抗」の改善に開発の重点が置かれたディーゼルエンジン。

### SKYACTIV-X
SKYACTIV-GとSKYACTIV-Dの技術を融合した次世代ガソリンエンジン。燃焼方式に世界初の「火花点火制御圧縮着火（Spark Controlled Compression Ignition：SPCCI）」を採用している。

## トランスミッション

### SKYACTIV-DRIVE

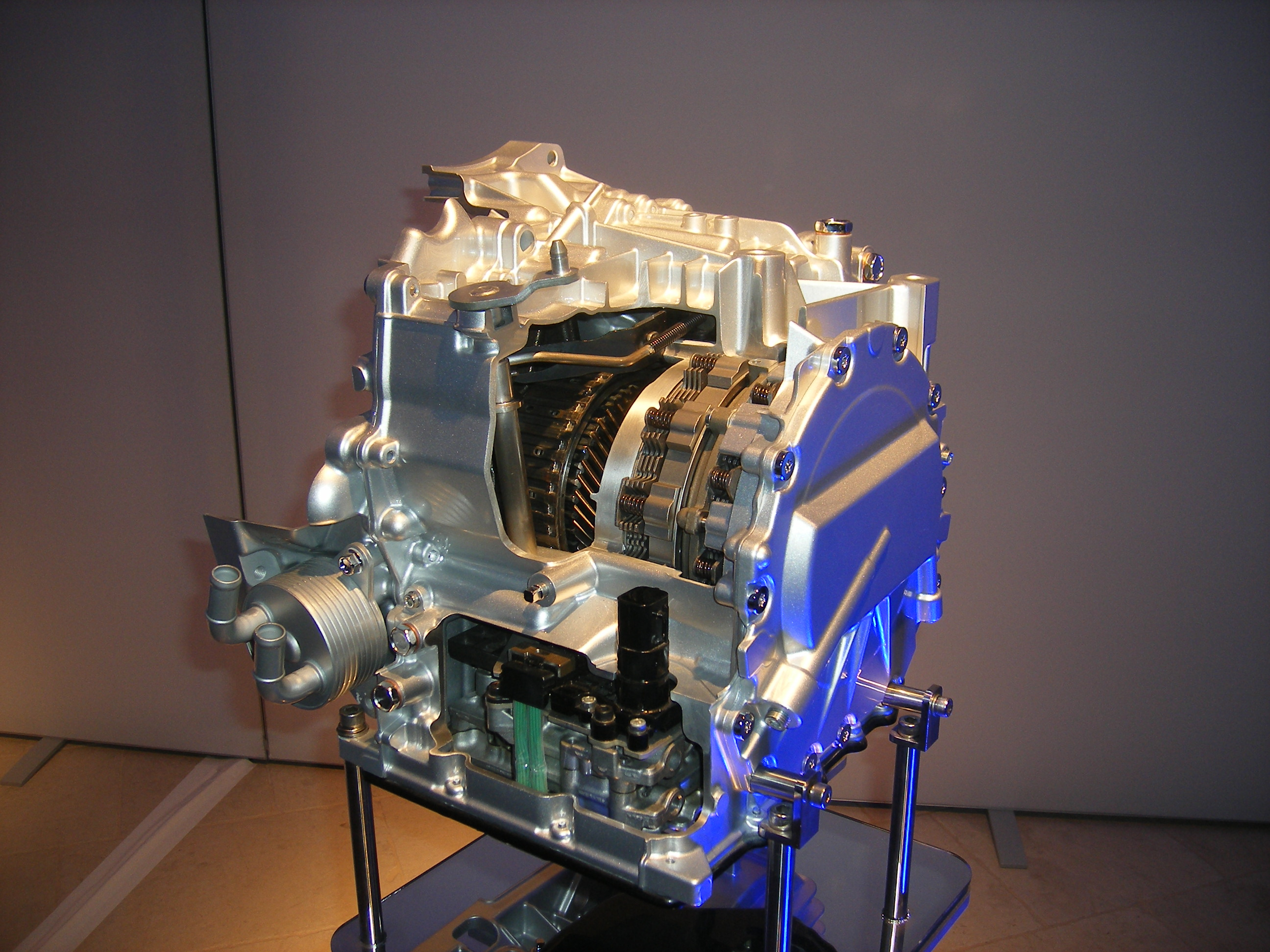
SKYACTIV-DRIVE

6速オートマチックトランスミッション。トルク容量270Nmの「ミッド」と460Nmの「ラージ」の2種類が存在する。
従来のステップATは、滑らかな発進や変速といった利点を持つが、その際にトルクコンバータ（トルコン）の滑りによる伝達ロスや、ダイレクト感が損なわれるといった欠点が存在した。対策として、トルコンを介さず、エンジンとトランスミッションを直結するロックアップが用いられてきたが、ロックアップの多用はNVHの増大やロックアップクラッチの耐久性を損なうといった問題があったため、ロックアップ領域の拡大は進んでいなかった。
マツダは、トルコンを作動させるのは発進時のみとすることで流体継手を小径化し、開いたスペースに湿式多板式ロックアップクラッチと大容量化したダンパースプリングを収める事でレイアウトを成立させ、耐久性や制御性を損なうことなくロックアップ領域をJC08モードで従来の49%から82%へ拡大させた。ロックアップによるNVHの増大は、トランスミッションだけでなく、排気系や車体、エンジンマウントといった幅広い領域での対策を施すことで低減した。
さらに、従来ではATユニットの外部に置かれたECUと油圧制御装置を一体化した「機電一体制御モジュール」を採用した上で、ソレノイドバルブに個体差による制御のばらつきを補正するトリミングを実施することで作動油圧の精度を高め、変速時の応答性を向上させている。
こうした結果、SKYACTIV-DRIVEは従来比で4-7%の燃費向上と、デュアルクラッチトランスミッションを上回る変速速度を実現したとしている。

### SKYACTIV-MT

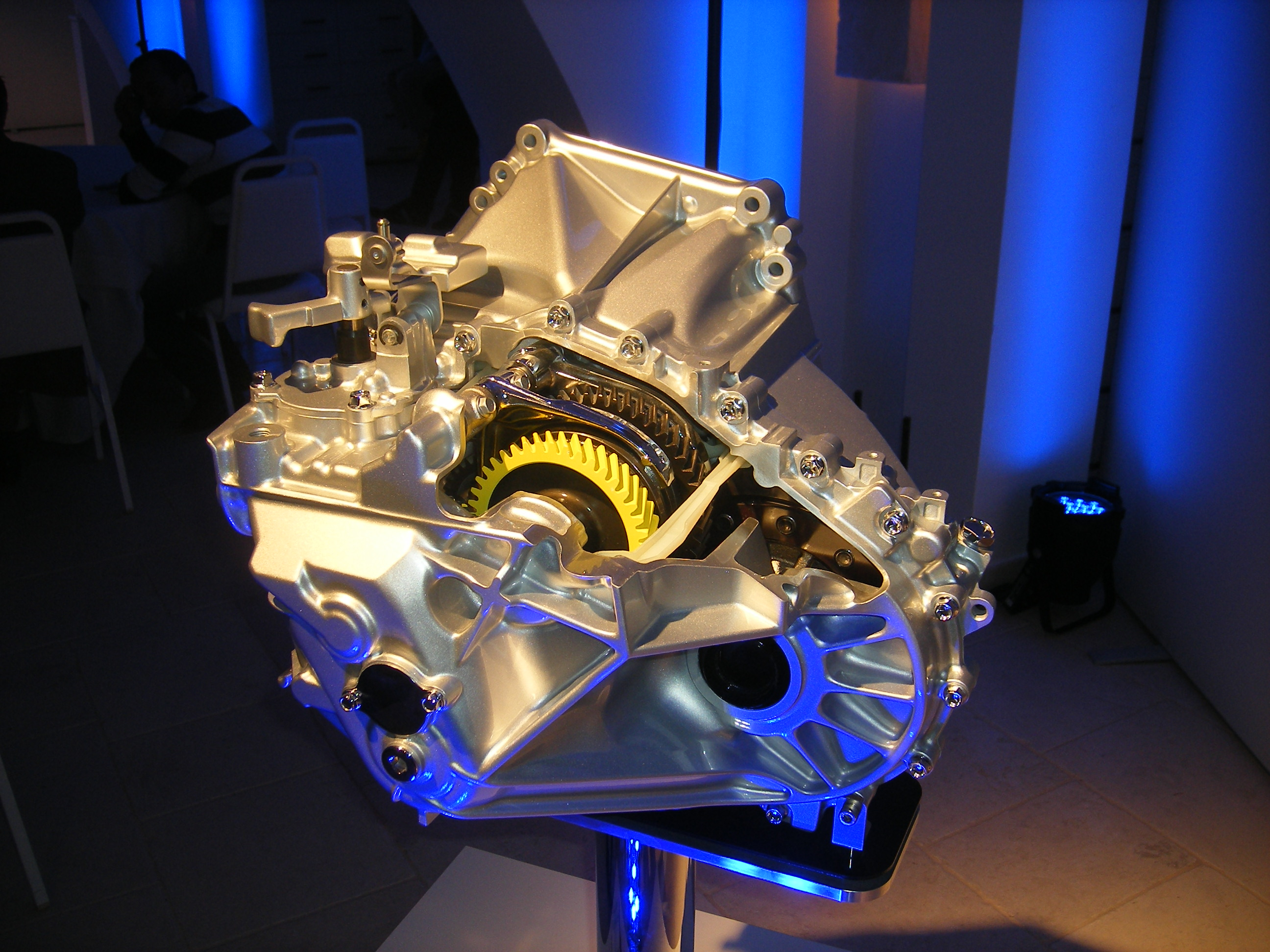
SKYACTIV-MT

6速マニュアルトランスミッション。当初、トルク容量270Nmの「ミッド」（C66M-R）と460Nmの「ラージ」（D66M-R）の2種類が公表された。2014年には4代目デミオと同時にトルク容量220Nmのスモールタイプ（F66M-R）が登場した。スモールタイプは6速を基本設計としつつ5速仕様を派生させることのできる構造になっており、実際に5速仕様（F65M-R）も登場した。この3機種は全て横置きFWD用として設計されているが、2014年、2015年発売予定としてロードスターの4代目モデルが公開されると同時に、縦置きFR用のSKYACTIV-MTも公表された。
意のままに操れる変速操作性と小型軽量化、NVH性能の向上を開発の目標とした。シフト操作のショートストローク化と操作力の軽減という相反する目標を両立させるため、ギアトレイン部のイナーシャ（被同期側イナーシャ）の低減、内部レバー比の拡大、小さな内部ストロークでもシンクロナイザーが正確に機能する小型化されたスプラインモジュールを採用。これらの改良により、シフトストロークを50mmから45mm、操作力を約50Nから約40Nに低減した。また、「ラージ」は1速用ギアとリバースギアを兼用とすることで、リバースアイドル専用軸を廃止した他、2速及び3速インプットギアを共用とすることでセカンダリー軸長を従来比で約20%短縮させている。
ロードスター用の縦置き6MTでは従来の5速直結、6速オーバードライブを見直し、直結ギアを6速とすることによるシフトリンケージの簡略化。プライマリーギアとセカンダリーギアの歯車比を逆転させる事により、ギヤオイルに浸かるセカンダリー側の回転数を下げ、撹拌抵抗を軽減するなどの技術が取り入れられている。
こうした結果、SKYACTIV-MTは従来比で1%の燃費向上と、約20%の軽量化を実現したとしている。

## プラットフォーム

### SKYACTIV-BODY
プラットフォームの刷新に当たり、ボディ設計の基本コンセプトを「ストレート化」、「連続化」、「マルチロードパス」とした。
従来、前輪駆動車ではドライブシャフトの可動軌跡を避けるためにフロントサイドメンバーを上方に湾曲させていたが、スカイアクティブ・テクノロジーの開発にあたってはプラットフォームとパワートレーンの同時刷新という機会を生かし、トランスミッションの軸方向短縮といった工夫で干渉を避け、フレームのストレート化を果たした。フロントサイドメンバーからフロアメンバー、リヤサイドメンバーの接合部も平面視でハの字形にストレートに配置することで屈曲部を極力廃している。サスペンションの取り付け位置をアッパーボディとアンダーボディとダイレクトに結合させる「デュアルブレース」と呼ぶ構造にした他、部材をリング状に連続化させる環状構造を用いて剛性を確保しながら軽量化を図った。Bピラーリインフォースメントにはホットスタンプ材を採用し、高張力鋼板の使用比率を従来の40%から60%に増加させている。衝突時においては、荷重を複数の方向に分散させ吸収する「マルチロードパス構造」とし衝突安全性能を向上させた。
こうした結果、SKYACTIV-BODYは従来比で30%の剛性向上と8%の軽量化を実現したとしている。

### SKYACTIV-CHASSIS

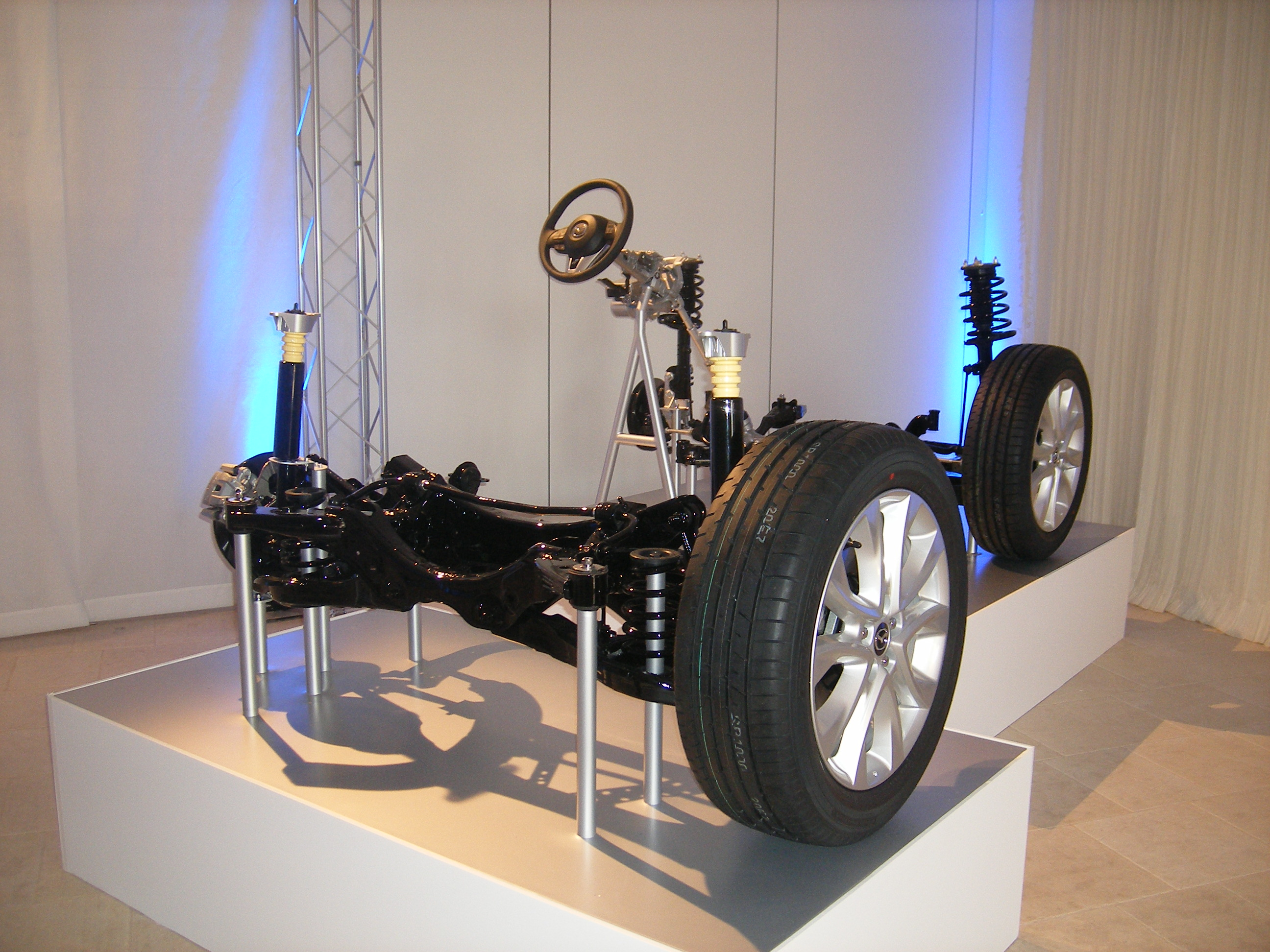
SKYACTIV-CHASSIS

サスペンション形式はフロントにストラット、リアはコンパクトカープラットフォーム（デミオ・CX-3）ではトーションビーム式サスペンション、それ以外ではマルチリンクを採用している。
フロントサスペンションのキャスター角およびトレール量を拡大して高速域での直進性を高めた上で、電動パワーステアリングのギヤレシオを従来より高速化させヨーゲインのピークを低車速域に設定し、操舵の軽快感と安心感を両立させている。
リアのマルチリンクサスペンションはトレーリングアームの取り付け位置を2代目アテンザ比で45mm上方に設定し、後輪の揺動軌跡を後傾化したことで前後方向の入力の低減と制動時のリフトの抑制を図ると同時に、ショックアブソーバーの減衰力とトップマウントラバーの剛性の低減により快適性を向上させた。また、クロスメンバーの閉断面部をフランジレス化するなどして、剛性を向上させながら従来比で14 %の軽量化を実現したとしている。トーションビームサスペンションにおいてもトーションビームブッシュの取り付け位置を前モデルより35mm上方に移動し性能の向上を実現したとしている。

## SKYACTIV-VEHICLE DYNAMICS
エンジン、トランスミッション、ボディ、シャシーの各ユニットを統合的に制御し、連携させることで走行技術を全体最適化する技術の総称。
G-ベクタリング コントロール（GVC）
ハンドル操作に応じてエンジンの駆動トルクを変化させることで、前後・左右の加速度を統合的に制御し、四輪への接地荷重を最適化してスムーズで効率的な車両挙動を実現する技術。
G-ベクタリング コントロール プラス（GVC Plus）
GVCに加えて旋回中のドライバーのハンドル戻しに対してブレーキによる制御を行うことで安定性を向上させる技術。

## 搭載車種
初搭載については◎、対応している場合は○を付けている。エンジン下の数字は排気量（L）。
| 車名 （世代）                                      | 販売期間               | エンジン                                 | エンジン       | エンジン   | トランスミッション | トランスミッション     | プラットフォーム                | 電気デバイス | 電気デバイス           | 電気デバイス           | 備考 |
| 車名 （世代）                                      | 販売期間               | SKYACTIV-G                               | SKYACTIV-D     | SKYACTIV-X | SKYACTIV-DRIVE     | SKYACTIV-MT            | SKYACTIV-BODY・SKYACTIV-CHASSIS | i-stop       | i-ELOOP                | SKYACTIV-HYBRID        | 備考 |
| -------------------------------------------------- | ---------------------- | ---------------------------------------- | -------------- | ---------- | ------------------ | ---------------------- | ------------------------------- | ------------ | ---------------------- | ---------------------- | --- |
| デミオ / 2 （3代目 / 2代目の各マイナーチェンジ型） | 2011年6月 – 2014年9月  | ◎ （1.3）                                | －             | －         | －                 | －                     | －                              | ○            | －                     | －                     | |
| アクセラ / 3 （2代目マイナーチェンジ型）           | 2011年6月 – 2013年8月  | ○ （2.0）                                | －             | －         | ◎                  | －                     | －                              | ○            | －                     | －                     | i-stopはマイナーチェンジ前から搭載されていた。 |
| CX-5 （初代）                                      | 2012年2月 – 2016年12月 | ○ （2.0・2.5）                           | ◎ （2.2）      | －         | ○                  | ◎ （日本国外仕様のみ） | ◎                               | ○            | ○ （日本国外仕様のみ） | －                     | |
| アテンザ / 6 （3代目）                             | 2012年11月 –           | ○ （2.0・2.5）                           | ○ （2.2）      | －         | ○                  | ○                      | ○                               | ○            | ◎                      | －                     | |
| プレマシー / 5 （3代目マイナーチェンジ型）         | 2013年1月 – 2018年1月  | ○ （2.0）                                | －             | －         | ○                  | －                     | －                              | ○            | －                     | －                     | 日産にもラフェスタハイウェイスターとしてOEM供給。 |
| ビアンテ （初代マイナーチェンジ型）                | 2013年5月 – 2017年10月 | ○ （2.0）                                | －             | －         | ○                  | －                     | －                              | ○            | －                     | －                     | |
| アクセラ / 3 （3代目）                             | 2013年11月 –           | ○ （1.5・2.0）                           | ○ （1.5・2.2） | －         | ○                  | ○                      | ○                               | ○            | ○                      | ◎ （日本国内仕様のみ） | |
| デミオ / 2 （4代目 / 3代目）                       | 2014年9月 –            | ○ （1.3・1.5）                           | ○ （1.5）      | －         | ○                  | ○                      | ○                               | ○            | ○                      | －                     | トヨタの北米市場向けに2015年からサイオン・iAとしてOEM供給。 |
| CX-3 （初代）                                      | 2015年2月 –            | ○ （2.0）                                | ○ （1.5・1.8） | －         | ○                  | ○                      | ○                               | ○            | ○                      | －                     | |
| ロードスター / MX-5 （4代目）                      | 2015年2月 –            | ○ （1.5・2.0） （2.0は日本国外仕様のみ） | －             | －         | －                 | ○                      | ○                               | ○            | ○                      | －                     | - フィアットから車台などを流用したアバルト124スパイダーが2016年10月より発売。 - AT車のミッションはSKYACTIV-DRIVEではなくアイシンAW（現・アイシン）製を採用。 - フロントサスペンションはFR用に新規開発されたダブルウィッシュボーン方式を採用。 |
| CX-9 （2代目）                                     | 2016年2月 –            | ○ （2.5ターボ） (日本国外仕様のみ)       | －             | －         | ○                  | －                     | ○                               | ○            | ○                      | －                     | |
| CX-4                                               | 2016年6月 –            | ○ （2.0・2.5）                           | －             | －         | ○                  | ○                      | ○                               | ○            | ○                      | －                     | |
| CX-5 （2代目）                                     | 2017年2月 –            | ○ （2.0・2.5・2.5ターボ）                | ○ （2.2）      | －         | ○                  | ○                      | ○                               | ○            | ○                      | －                     | |
| CX-8                                               | 2017年12月 –           | ○ （2.5・2.5ターボ）                     | ○ （2.2）      | －         | ○                  | －                     | ○                               | ○            | －                     | －                     | |
| 3 （日本国内初代）                                 | 2019年5月 –            | ○ （1.5・2.0）                           | ○ （1.8）      | ◎          | ○                  | ○                      | ○                               | ○            | －                     | －                     | アクセラ時代からカウントした（＝海外名基準）場合4代目となる。 |
| CX-30                                              | 2019年10月 –           | ○ （2.0）                                | ○ （1.8）      | ○          | ○                  | ○                      | ○                               | ○            | －                     | －                     | |